# Giorgos Sigalas
Georgios “Giorgos” Sigalas (griechisch Γἰώργος Σιγάλας; * 31. Juli 1971 in Athen, Griechenland) ist ein ehemaliger griechischer Basketballspieler.

## Karriere
Giorgos Sigalas begann seine Profikarriere 1992 bei Olympiakos Piräus, wo er für fünf Jahre unter Vertrag stand und seine sportlich erfolgreichste Zeit hatte. Neben fünf Meisterschaften in Folge und zwei Pokalsiegen gewann Sigalas 1997 den Europapokal der Landesmeister. In den folgenden Jahren und bis zum Karriereende spielte Sigalas u. a. im Ausland und bei bedeutenden griechischen Traditionsvereinen wie z. B. Aris und PAOK Thessaloniki sowie Panionios Athen. Der bedeutendste Erfolg in diesem Zeitraum war das Erreichen des Finales im Eurocup mit Stefanel Milano. Seine Profikarriere beendete der vor allem für seine defensiven Fähigkeiten bekannte Sigalas 2007. Nach seiner aktiven Laufbahn übernahm Sigalas ein Traineramt bei den Jugendmannschaften des griechischen Basketballverbandes.

## Nationalmannschaft
Sein Debüt bei der Griechischen Nationalmannschaft gab Sigalas am 28. Mai 1993 bei einem Freundschaftsspiel gegen Deutschland in Hamburg. Bei der Begegnung, die Griechenland mit 85:72 gewinnen konnte, erzielte er sechs Punkte. In den folgenden zehn Jahren nahm Sigalas an sechs Europameisterschaften, zwei Weltmeisterschaften sowie an den Olympischen Spielen 1996 in Atlanta teil. In 185 Spielen erzielte er 1487 Punkte (8,04 im Schnitt). Sein letztes Spiel für die Nationalmannschaft gab Sigalas am 14. September 2003 bei der Europameisterschaft in Schweden gegen die Auswahl Serbiens.

## Erfolge
- Griechischer Meister: 1993, 1994, 1995, 1996, 1997
- Griechischer Pokalsieger: 1994, 1997
- Europapokal der Landesmeister: 1997

## Auszeichnungen
- MVP der griechischen Basketballliga: 1996
- MVP des Akropolis-Turniers: 1999
- Teilnahmen am griechischen All-Star Game: 1999, 2001, 2002
- Teilnahmen an Europameisterschaften: 1993, 1995, 1997, 1999, 2001, 2003
- Teilnahme an Weltmeisterschaften: 1994, 1998
- Teilnahme an Olympischen Spielen: 1996

| Personendaten    | Personendaten                  |
| ---------------- | ------------------------------ |
| NAME             | Sigalas, Giorgos               |
| ALTERNATIVNAMEN  | Sigalas, Georgios              |
| KURZBESCHREIBUNG | griechischer Basketballspieler |
| GEBURTSDATUM     | 31. Juli 1971                  |
| GEBURTSORT       | Athen, Griechenland            |